# Янаки Манасиев
Янаки Манасиев е български художник, сред най-видните представители на това изкуство от 1960-те и 1970-те години.

## Биография
Завършва Художествената академия при проф. Илия Петров и доц. Боян Петров през 1958 г.
Той е един от майсторите на женското тяло в българската живопис, създал е много композиции, портрети, пейзажи и графични цикли.
Бил е доцент по живопис във Великотърновския университет. Умира от рак в с. Божица, където е и погребан. Родната му къща в селото е превърната в музей с негова експозиция.
Произведения на Янаки Манасиев притежават Националната художествена галерия, Софийската градска художествена галерия и частни лица в България и чужбина.